# Битва при Мойковаце
Битва при Мойковаце (серб. Бој на Мојковцу, Boj na Mojkovcu) — сражение, состоявшееся 6—7 января 1916 года между австрийскими и черногорскими войсками во время Первой мировой войны. Бои проходили 6 и 7 января на православное Рождество Христово, поэтому это сражение часто называют «Кровавое Рождество».
Черногорская армия во главе с Янко Вукотичем и Крсто Поповичем, несмотря на численное превосходство австро-венгерских войск, смогла одержать победу в сражении и остановить продвижение австро-венгерских войск. Это дало возможность частям сербской армии продолжить отступление в Албанию, откуда они были эвакуированы союзным флотом на остров Корфу для реорганизации и последующего участия в боях на Салоникском фронте.
Битва является последней крупной операцией черногорских вооружённых сил в Первой мировой войне.

## Предыстория
В ходе кампании 1915 года австро-венгерские и германские войска смогли одержать ряд побед и оттеснить сербскую и черногорскую армии. После вступления Болгарии в войну на стороне Центральных держав сербская армия была вынуждена отступать к адриатическому побережью в Албанию. Австро-венгерское командование стремилось своим наступлением вглубь территории Черногории отсечь пути отступления сербской армии к побережью Адриатического моря
Черногорская армия, ослабленная в ходе предшествующих кампаний, испытывая недостаток в боеприпасах, отчаянно сдерживала натиск австро-венгерских войск и отступала вглубь территории Черногории. 5 января 1916 года 1-я Санджакская дивизия черногорской армии получила приказ задержать продвижение австрийских войск у Мойковаца для того, чтобы дать возможность отступить сербской армии.

## Силы сторон

### Австро-Венгрия
Со стороны Австро-Венгрии в сражении принимали участие 53-я и 62-я дивизии. Общая численность группировки составляла около 20.000 человек при 45 орудиях и большом количестве станковых пулемётов.

### Черногория
Со стороны Черногории в сражении принимала участие 1-я Санджакская дивизия общей численностью около 6.500 человек при 25 орудиях. Черногорские войска имели лишь по одному станковому пулемёту на батальон.

## Ход битвы

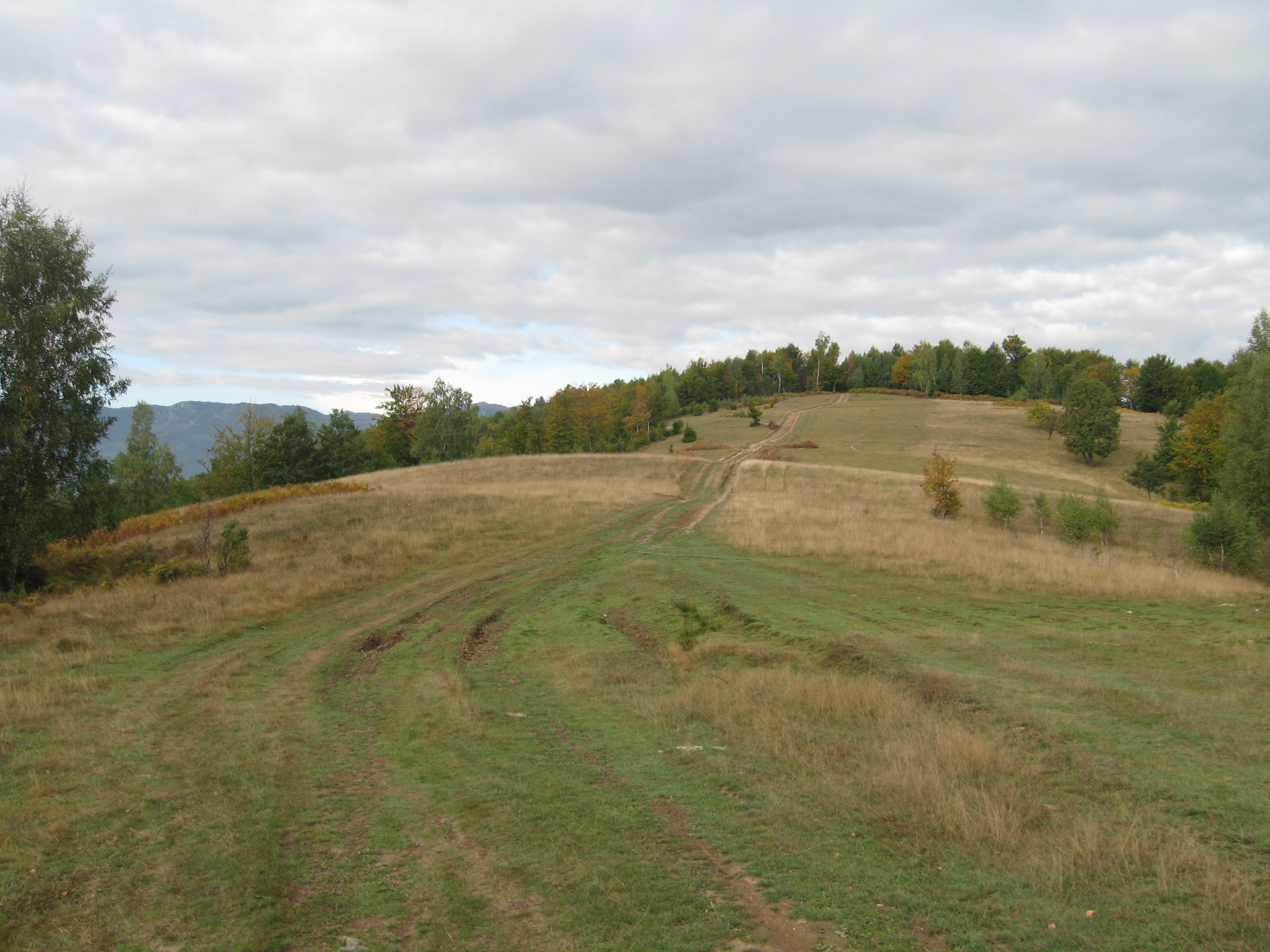
Бойна-Ньива — место наиболее ожесточённых боёв

Утром 6 января 1916 года австро-венгры начали наступление в общем направлении на Мойковац. Наиболее ожесточённые бои развернулись у селения Бойна-Ньива, где оборонялся Доньоморачскский батальон Колашинской бригады. Лишь после 2 часов дня австро-венграм удалось занять селение. Однако на других участках фронта Колашинская бригада продолжала удерживать позиции. К концу дня австро-внегры смогли занять ещё одну важную высоту — Улошевину.
Успехи австро-венгров создали угрозу занятия ими Мойковаца. В этих обстоятельствах Янко Вукотич и его заместитель Крсто Попович покидают свой штаб в Колашине и прибывают на позиции войск под Мойковацем. Ими было принято решение провести на следующий день контрудар с целью возвращения контроля над утраченными высотами.
Контрудар начался 7 января 1916 года под покровом ночи силами Ускочскской бригады, которая наступала в направлении на запад. Ранним утром в плотном тумане они столкнулись с автро-венграми, которые начинали своё собственное наступление. Завязался жестокий встречный бой на близкой дистанции. В это время Колашинская бригада начала фронтальную атаку на Бойну-Ньиву. В дальнейшем действия обеих сторон характеризовались чередой обоюдных атак и контратак.
К середине дня черногорцы смогли взять передовые окопы автро-венгров под Бойной-Ньивой, но были выбиты оттуда контратакой. Лишь к 3 часам дня Дробньячскский батальон, шедший в атаку в полном составе во главе со своим командиром Николой Ружичем, смог овладеть селением в яростном штыковом бою.
Вильгельм Фридрих фон Райнёль попробовал вернуть контроль над Бойной-Ньивой, бросив на неё 205-ю бригаду после мощной артиллерийской подготовки. Однако штурм высоты был отбит. Тогда он, собрав последние резервы, бросил их ещё на один штурм, лично возглавив атакующую группу с обнажённой шпагой в руке (впоследствии — уже после своей смерти, произошедшей 13 сентября 1918 года, — Вильгельм Фридрих фон Райнёль был награждён за это проявление личной храбрости Рыцарским крестом ордена Марии Терезии (приказ №189 от 27.06.1922 года)), но и этот штурм был отбит. Бои по всей линии фронта продолжались до наступления темноты.

## Последствия
Австро-венгерские войска понесли ощутимые потери, черногорцы потеряли несколько сотен человек убитыми. План австро-венгерского командования по захвату Черногории и перерезанию путей эвакуации сербской армии был сорван.
Спустя некоторое время австро-венгры добились успехов на герцеговинском и ловченском участках фронта, что позволило им 14 января 1916 года занять Цетинье. Король Никола I бежал в Италию. 21 января правительство Черногории подписало акт о капитуляции; вооружённые силы страны были разоружены и распущены.
Таким образом, победа в битве при Мойковаце не смогла спасти Черногорию от поражения и оккупации, однако позволила эвакуировать основную часть сербской армии, которая впоследствии продолжила борьбу с Центральными державами на Салоникском фронте вплоть до победного конца в 1918 году.

## Память

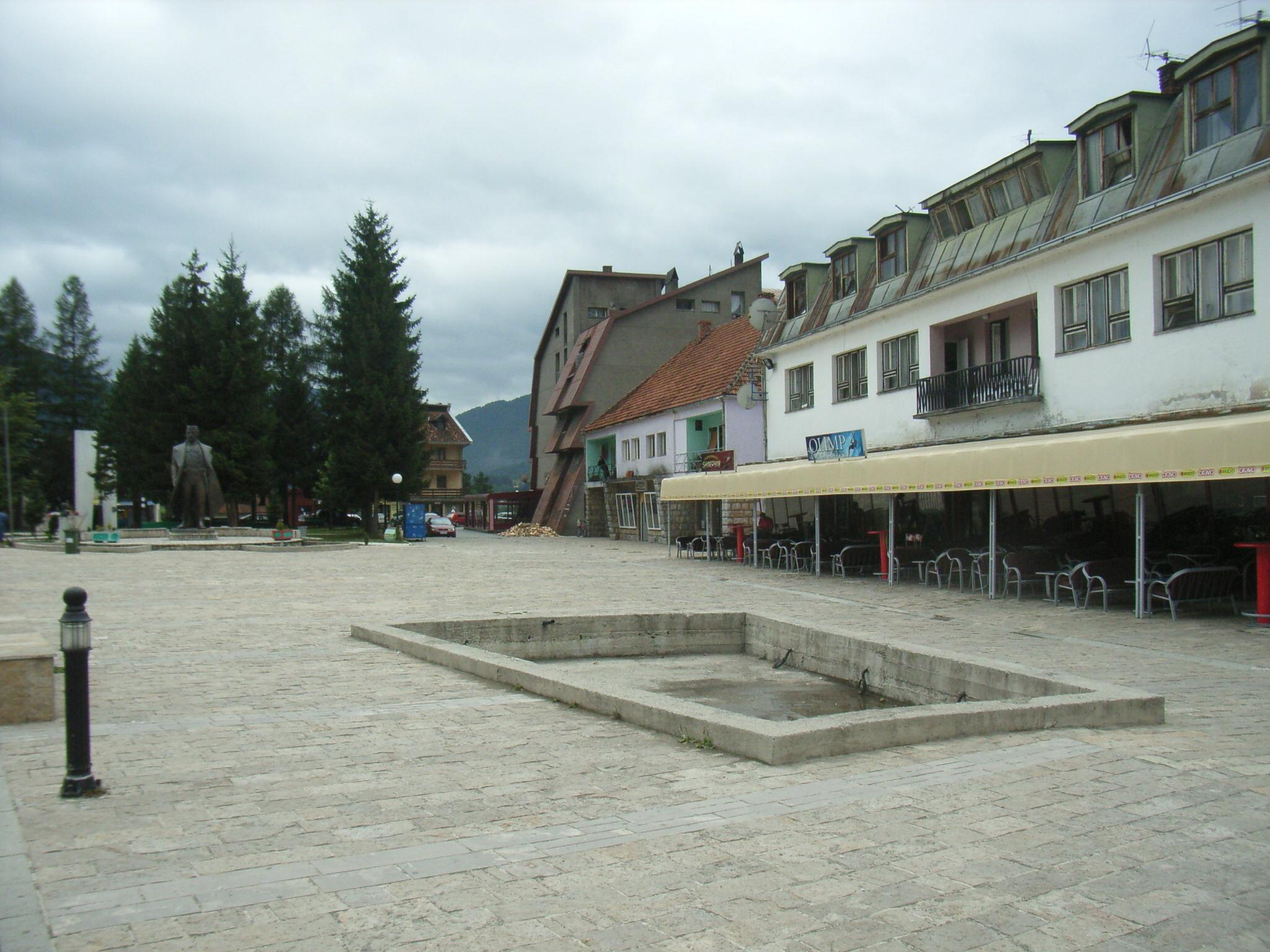
Центральная площадь Мойковаца с памятником Я. Вукотичу

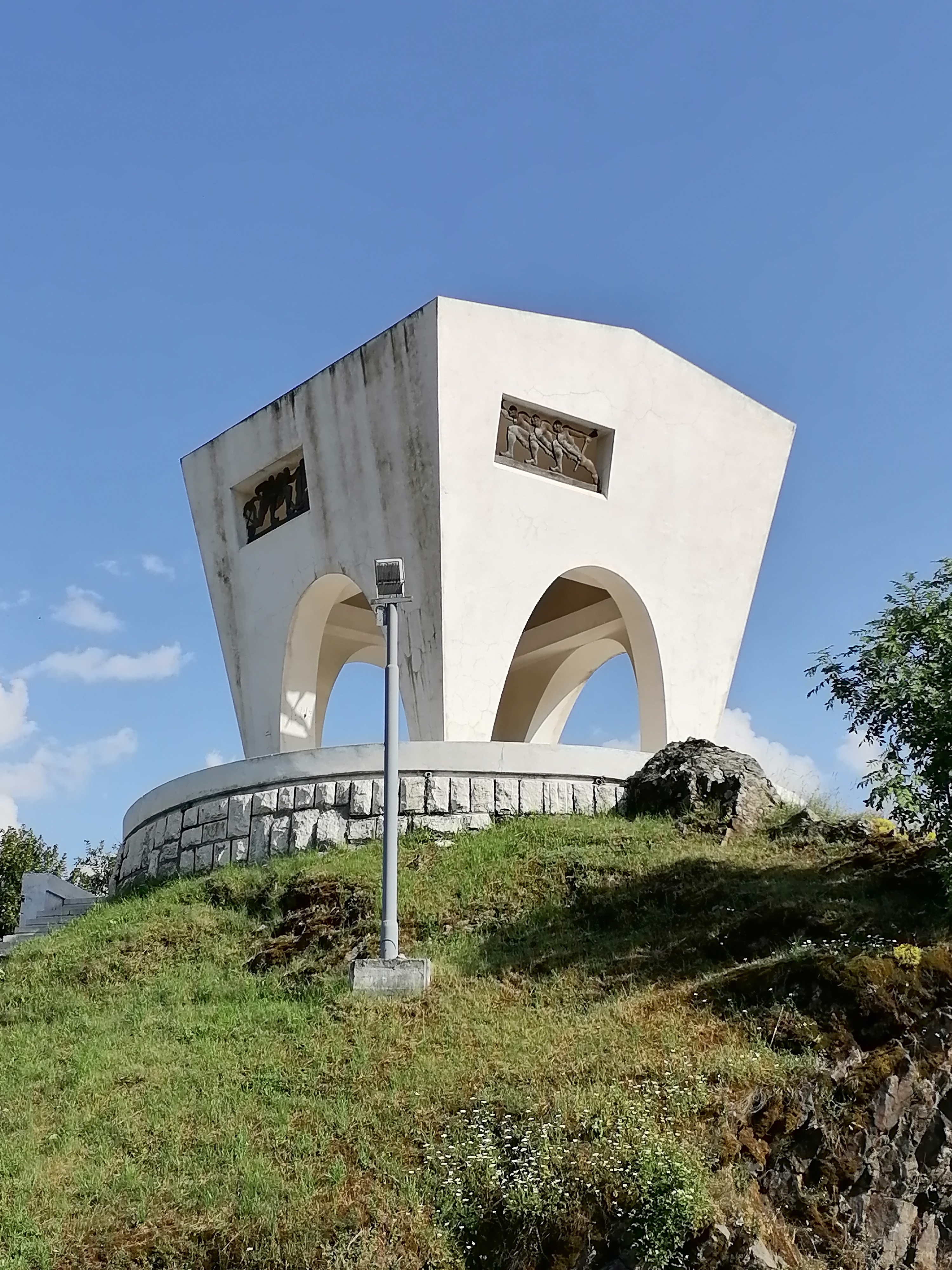
Памятник воинам, павшим в битве

Битва при Мойковаце оставила неизгладимый след в национальном самосознании черногорцев как пример героического самопожертвования. Недаром её называют «черногорскими Фермопилами»: герои Мойковаца сражались не за спасение Черногории — её уже было не спасти — а за честь и достоинство черногорского оружия. Дочь Янко Вукотича Василия, принимавшая участие в той битве, вспоминала:

Без кровавого Сочельника в Мойковаце не было бы Пасхи в Каймакчалане.
Оригинальный текст (черногор.)Bez krvavih badnjaka na Mojkovcu ne bi bilo ni Vaskrsa na Kajmakčalanu.

- При въезде в Мойковац установлен памятник в честь битвы. Памятник находится у моста через реку Тара[3]. Также на центральной площади города установлен памятник командующему черногорскими войсками в сражении Янко Вукотичу.
- В декабре 2014 года прошла выставка в Историческом музее Сербии «Женщины-добровольцы в Первой мировой войне», в которой были представлены материалы о Василии Вукотич, дочери Янко Вукотича, сражавшейся в той битве[4].